# كاسيوس مارسيلوس كلاي الأب
كاسيوس مارسيلوس كلاي (بالإنجليزية: Cassius Marcellus Clay, Sr.)‏ (11 نوفمبر 1912 - 8 فبراير 1990)؛ رسام وموسيقى أمريكي، وهو والد الملاكم الراحل محمد علي وأخيه رحمن علي وجد ليلى محمد علي. كان متزوجًا من أوديسا جرادي كلاي.

## روابط خارجية
- كاسيوس مارسيلوس كلاي الأب على موقع IMDb (الإنجليزية)